# 恁娘較好
恁娘較好是一句台灣流行語，為台語髒話「姦恁娘」的衍生語。對於許多慣於出口成髒的人而言，這是一句口頭禪或發洩情緒的語句，並不一定是為了辱罵聽者。此詞因藝人豬哥亮主持節目時大量使用而在台灣社會廣為流行，他與女主持人侯怡君初次見面即以「恁娘較好」問候對方，他更由此創造出燦坤3C廣告詞「冷涼卡好」（léng-liâng khah hó）的諧音用法。

## 外部連結
- YouTube上的0元本舖電器醫生~冷涼卡好（閩南文）